# Nemoria aturia
Nemoria aturia är en fjärilsart som beskrevs av Druce 1892. Nemoria aturia ingår i släktet Nemoria och familjen mätare. Inga underarter finns listade i Catalogue of Life.